# Tullgrenius compactus
Tullgrenius compactus är en spindeldjursart som beskrevs av Beier 1951. Tullgrenius compactus ingår i släktet Tullgrenius och familjen Atemnidae. Inga underarter finns listade i Catalogue of Life.